# حلمي رفلة
حلمي رفلة (15 مايو 1909 - 22 أبريل 1978) هوَ مُخرج ومؤلف ومنتج مصري.

## عن حياته
ولد في 15 مايو عام 1909 في محافظة الجيزة، عمل في بداية حياته كمساعد مخرج لعدد من المخرجين منذ عام 1942، قام بعمل الماكياج لأم كلثوم في جميع أفلامها الأمر الذي جعله يسافر إلى فرنسا ليتعلم فن المكياج على نفقته، بمجرد عودته إلى القاهرة استدعاه طلعت باشا حرب وألحقه بالعمل مساعدًا لبعض الأجانب الذين استقدمهم طلعت حرب من أوروبا للعمل باستديو مصر في جميع نواحي العمل السينمائي، ظل يعمل في ستوديو مصر حتي أعلنت وزارة المعارف إيفاد بعثات فنية إلى فرنسا، ومن بينها بعثة لدراسة فن المكياج تمهيدًا لافتتاح الفرقة القومية المصرية وكان حلمي رفلة هو الماكيير الوحيد الذي تقدم لهذه البعثة وسافر إلى فرنسا مرة أخرى لكنه لم يكتف هذه المرة بالتخصص في المكياج بل درس التصوير والديكور والإخراج، عند عودته من فرنسا التحق بالعمل في الفرقة القومية المصرية «المسرح القومي حاليا» وعمل ماكييرًا بالمسرح خمس سنوات، ثم عمل ماكييرًا محترفًا في السينما، ويعد فيلم «يحيا الحب» هو أول فيلم قام بعمل الماكياج فيه عام 1938 من إخراج محمد كريم، انتقل للعمل بالإخراج وكون شركة إنتاج مع أحمد بدرخان وعبده نصر، وقام بإخراج أول فيلم له «العقل في أجازة» عام 1947.

## أبرز أعماله
تميز في إخراج الأفلام الكوميدية والغنائية. وقد اختار نقاد ثلاثة من أفلامه ضمن قائمة أفضل مئة فيلم كوميدي مصري على هامش مهرجان الإسكندرية السينمائي عام 2022، ثم اُختيرت خمسة من أفلامه ضمن قائمة أفضل مئة فيلم غنائي مصري في الدورة التالية لنفس المهرجان.
امتدت مساهمته الفنية لعدة قطاعات سينمائية، مثل:[بحاجة لمصدر]
من أبرز أعماله في مجال التأليف السينمائي: حب وجنون"،"المجنونة"، "آه من الرجالة"، "ابن للإيجار"، "عاشق الروح"، "هدى ".:وفي مجال الإخراج: «حماتي قنبلة ذرية»، «فاطمة وماريكا وراشيل»، «المض وعبده الحامولي»، «فتي احلامي»، «معبودة الجماهير»، «الوفاء العظيم»، «نساء في المدينة»، «لمسة حنان»، «لا يا من كنت حبيبي»، «النشالة».
وفي مجال الماكياج: «غرام بدوية»، «لست ملاكًا»، «رصاصة في القلب»، «نورالدين والبحارة الثلاثة»، «تحيا الستات»، «ليلي بنت الريف».
في مجال الإنتاج: «نساء الليل»، «نادية - شفيقة القبطية»، «المماليك»، «نهر الحب»، «إحنا التلامذة»، «شاطيء الأسرار»، «امرأة في الطريق».
اكتشف للسينما المصرية العديد من نجومها الذين صنعوا تاريخها مثل محمد فوزي وشادية ومديحة يسري وكان تركيبة متناقضة من المغامرة الفنية والإنتاج الذي يميل للبساطة.

### مع محمد فوزي
بدأت الشراكة الفنية بين محمد فوزي وحلمي رفلة في فيلم العقل في أجازة، وهو أول فيلم ينتجه محمد فوزي، ويخرجه حلمي رفلة، ليخرج له بعد ذلك ثلاثة عشر فيلماً حتى عام 1955، ألا وهي: حب وجنون، الروح والجسد (1948)، المجنونة، فاطمة وماريكا وراشيل (1949)، بنت باريز، آه من الرجالة، غرام راقصة، الآنسة ماما (1950)، الحب في خطر، نهاية قصة (1951)، ابن للإيجار، فاعل خير (1953)، ثورة المدينة (1955).

## وفاته
- عندما كان المخرج حلمي رفلة في طريقه من ليون إلى باريس لمعاينة أماكن تصوير فيلمه الجديد عن قصة حياة «توفيق الحكيم» وافته المنية في باريس ورحل في 22 أبريل 1978.

## أعماله

### إخراج
- 1947: حمامة السلام
- 1947: العقل في أجازة
- 1948: حب وجنون
- 1948: الروح والجسد
- 1949: هدى
- 1949: ليلة العيد
- 1949: فاطمة وماريكا و راشيل[ا][ب]
- 1949: المجنونة
- 1950: غرام راقصة
- 1950: بنت باريز
- 1950: آه من الرجالة
- 1950: المليونير[ا][ب]
- 1950: البطل
- 1950: الآنسة ماما[ب]
- 1951: نهاية قصة
- 1951: فايق ورايق
- 1951: حماتي قنبلة ذرية
- 1951: تعال سلم
- 1951: بلد المحبوب
- 1951: الحب في خطر
- 1951: البنات شربات
- 1952: قدم الخير
- 1952: على كيفك
- 1952: حبيب قلبي
- 1952: المنتصر
- 1953: فاعل خير
- 1953: ظلموني الحبايب
- 1953: حظك هذا الأسبوع
- 1953: المرأة كل شيء
- 1953: الحموات الفاتنات[ا]
- 1953: ابن للإيجار
- 1954: لمين هواك
- 1954: شرف البنت
- 1954: خليك مع الله
- 1954: إنسان غلبان
- 1954: المحتال
- 1954: إلحقوني بالمأذون
- 1954: أبو الدهب
- 1955: ليالي الحب
- 1955: عاشق الروح
- 1955: ثورة المدينة
- 1956: المفتش العام
- 1956: الأرملة الطروب
- 1957: فتى أحلامي
- 1958: مهرجان الحب
- 1958: إسماعيل يس في دمشق
- 1959: عش الغرام
- 1959: خريف امرأة
- 1960: لحن السعادة
- 1962: ألمظ وعبده الحامولي[ب]
- 1967: نساء من ذهب
- 1967: معبودة الجماهير[ب]
- 1969: زوجة غيورة جدا
- 1970: بنت الشيخ
- 1970: النشال
- 1970: الرجل المناسب
- 1970: ابن أفريقيا
- 1971: موعد مع الحبيب
- 1971: لمسة حنان
- 1971: ابنتي العزيزة
- 1972: ليلة حب أخيرة
- 1972: أزمة سكن
- 1973: نساء الليل
- 1973: صوت الحب
- 1973: شلة المحتالين
- 1974: وكان الحب
- 1974: الوفاء العظيم
- 1974: الزواج السعيد
- 1975: سيدتي الجميلة
- 1975: حبي الأول والأخير
- 1975: حب أحلى من الحب
- 1975: جفت الدموع
- 1976: لا يا من كنت حبيبي
- 1976: سنة أولى حب
- 1976: حب على شاطئ ميامي
- 1977: نساء في المدينة
- 1978: مكالمة بعد منتصف الليل

### تأليف
- 1948: حب وجنون (قصة وسيناريو وحوار)
- 1949: هدى (سيناريو)
- 1949: المجنونة (سيناريو)
- 1950: بنت باريز (سيناريو وحوار)
- 1950: آه من الرجالة (سيناريو وحوار)
- 1951: فايق ورايق (سيناريو وحوار)
- 1951: بلد المحبوب (سيناريو وحوار)
- 1953: المرأة كل شيء (سيناريو)
- 1953: ابن للإيجار (سيناريو)
- 1955: ليالي الحب (سيناريو)
- 1955: عاشق الروح (قصة وسيناريو وحوار)
- 1956: المفتش العام (سيناريو وحوار)
- 1956: الأرملة الطروب (سيناريو)
- 1962: ألمظ وعبده الحامولي (سيناريو)

### إنتاج
- 1946: مجد ودموع (مدير الإنتاج)
- 1947: قبلني يا أبي (مدير الإنتاج)
- 1947: القاهرة بغداد (مدير الإنتاج)
- 1949: هدى (منتج)
- 1951: فايق ورايق (منتج)
- 1952: المنتصر (منتج)
- 1954: إنسان غلبان (منتج)
- 1955: ليالي الحب (منتج)
- 1954: شرف البنت (منتج)
- 1954: المحتال (منتج)
- 1956: المفتش العام (منتج)
- 1956: الأرملة الطروب (منتج)
- 1957: فتى أحلامي (منتج)
- 1957: طريق الأمل (منتج)
- 1957: بورسعيد (مشرف على الإنتاج)
- 1958: مهرجان الحب (منتج)
- 1958: شارع الحب (منتج)
- 1958: شاطئ الأسرار (منتج)
- 1958: امرأة في الطريق (منتج)
- 1958: إسماعيل يس في دمشق (منتج)
- 1959: من أجل امرأة (منتج)
- 1959: إحنا التلامذة (منتج)
- 1959: الحب الأخير (منتج)
- 1959: ارحم حبي (منتج)
- 1959: أبو أحمد (منتج)
- 1960: لحن السعادة (منتج)
- 1960: نهر الحب (منتج)
- 1960: خلخال حبيبي (منتج)
- 1961: السبع بنات (منتج)
- 1961: مافيش تفاهم
- 1961: التلميذة (منتج)
- 1962: شفيقة القبطية (منتج)
- 1962: سلاسل من حرير (منتج)
- 1962: المعجزة (منتج)
- 1962: ألمظ وعبده الحامولي (منتج)
- 1963: رابعة العدوية (منتج)
- 1963: على ضفاف النيل (منتج)
- 1963: أميرة العرب (منتج)
- 1964: المراهقان (منتج)
- 1965: المماليك (منتج)
- 1965: الاعتراف (منتج)
- 1966: قصر الشوق (منتج)
- 1966: فارس بني حمدان (منتج)
- 1968: أيام الحب (منتج)
- 1968: الزواج على الطريقة الحديثة (مشرف على الإنتاج)
- 1969: نادية (منتج)
- 1969: زوجة غيورة جدا (منتج)
- 1971: موعد مع الحبيب (منتج)
- 1971: لمسة حنان (منتج)
- 1974: الزواج السعيد (منتج)
- 1974: الوفاء العظيم (مدير الإنتاج)
- 1975: جفت الدموع (مدير الإنتاج)
- 1976: ما بعد الحب (منتج)
- 1976: سنة أولى حب (منتج)
- 1976: حب علي شاطئ ميامي (منتج)
- 1977: نساء في المدينة (مدير الإنتاج)
- 1977: فتاة تبحث عن الحب (منتج منفذ)
- 1977: أونكل زيزو حبيبي (مشرف على الإنتاج)

## روابط خارجية
- حلمي رفلة على موقع IMDb (الإنجليزية)
- حلمي رفلة على موقع الدهليز
- حلمي رفلة على موقع قاعدة بيانات الأفلام العربية
- حلمي رفلة على موقع ألو سيني (الفرنسية)
- حلمي رفلة على موقع قاعدة بيانات الفيلم (الإنجليزية)
- حلمي رفلة على موقع كينوبويسك (الروسية)